# Paljevo (Serbia)
Paljevo (cyr. Паљево) – wieś w Serbii, w okręgu raskim, w gminie Tutin. W 2011 roku liczyła 231 mieszkańców.